# دوري كرة القدم الأمريكية 1956–57
دوري كرة القدم الأمريكية 1956–57 هو موسم من كرة القدم الأمريكيةدوري كرة القدم الأمريكية ‏. فاز فيه نيويورك هكوة ‏.